# إديث بي. برايس
إديث بي. برايس (بالإنجليزية: Edith Ballinger Price) هي كاتِبة وكاتبة للأطفال أمريكية، ولدت في 1897، وتوفيت في 1997.